# Larantuka
Larantuka è una città dell'Indonesia della provincia di Nusa Tenggara Orientale. È capoluogo della Reggenza di Flores Orientale (Flores Timur), sita nella zona orientale dell'isola di Flores, con una popolazione di circa 50.000 abitanti. 
La città è anche sede di una diocesi della Chiesa Cattolica (Diocesi di Larantuka, suffraganea dell'Arcidiocesi di Ende).

## Storia
L'isola di Flores venne colonizzata dai Portoghesi a partire dal XVI secolo, ma inizialmente in modo secondario rispetto ad altre zone dell'arcipelago; quando però gli Olandesi nel XVII secolo si impadronirono della quasi totalità dell'arcipelago indo-malese, i Portoghesi furono costretti ad andarsene prima da Malacca e poi da Makassar e perciò si rifugiarono nella zona di Larantuka, sulla parte orientale dell'isola di Flores, dove si mischiarono alla popolazione locale. Questa unione diede vita ad una popolazione detta in portoghese dei Larantuqueiros (abitanti di Larantuka), che gli Olandesi soprannominarono anche Zwarte Portugeesen ("portoghesi neri"). I Larantuqueiros pur riconoscendo la sovranità formale del re del Portogallo costituirono sull'isola e per alcuni secoli, uno stato praticamente indipendente (i loro sovrani ebbero il titolo di Rajah), arricchendosi con il prezioso commercio del legno di sandalo; i Larantuqueiros influenzarono pesantemente la lingua e la religione di Flores, che è tuttora in prevalenza cattolica, rispetto al resto dell'Indonesia, che è a prevalenza islamica. 
Tra il 1854 e il 1859 il Portogallo vendette la sovranità su Flores all'Olanda, mantenendo nella zona solo la vicina colonia di Timor Est.